# Onesia zumpti
Onesia zumpti är en tvåvingeart som beskrevs av Schumann 1964. Onesia zumpti ingår i släktet Onesia och familjen spyflugor. Inga underarter finns listade i Catalogue of Life.